# Astronom Kopernik, czyli rozmowa z Bogiem
Astronom Kopernik, czyli rozmowa z Bogiem – obraz olejny autorstwa Jana Matejki przedstawiający Mikołaja Kopernika w trakcie obserwacji nieba z jego prywatnej wieży na wzgórzu katedralnym we Fromborku. Obraz znajduje się w zbiorach Uniwersytetu Jagiellońskiego.

## Historia
Powodem do namalowania obrazu była 400. rocznica urodzin astronoma przypadająca w 1873 roku. Prace przygotowawcze Matejko prowadził od 1871, początkowo były to studia w Bibliotece Jagiellońskiej i Gabinecie Archeologicznym Uniwersytetu Jagiellońskiego. Na tym etapie powstały dwa szkice olejne: jeden znajduje się w zbiorach Muzeum Narodowego w Krakowie, a drugi w kolekcji Barbary Piaseckiej-Johnson w Princeton w Stanach Zjednoczonych. Szkic ze zbiorów Muzeum Narodowego został namalowany na tekturze o wymiarach 415 × 520 mm.
Do malowania obrazu artysta przystąpił latem 1872 i ukończył go w roku następnym. Do obrazu pozował m.in. strzemieszycki lekarz i przyrodnik doktor Henryk Levittoux, młodszy brat tragicznie zmarłego w 1841 spiskowca Karola Levittoux.
Prezentacja obrazu miała miejsce 19 lutego 1873 roku w sali rady miejskiej. W pierwszym dniu można było go oglądać bezpłatnie, w kolejnym prawo do bezpłatnych biletów mieli uczniowie szkół publicznych. Od 21 do 25 lutego wstęp był płatny, a dochody Matejko przeznaczył na urządzanie wystaw artystycznych.
21 marca wydawany w Krakowie dziennik „Czas” podał informację o zamiarze zakupienia obrazu i podarowania go Akademii Umiejętności. Zakupem miał zająć się Piotr Moszyński, a Matejko wycenił obraz na 12 tysięcy guldenów. Dzień później podał, że obraz zostanie przekazany Uniwersytetowi Jagiellońskiemu dla „uczczenia najsławniejszego ucznia”. 7 maja podczas zwiedzania Biblioteki Jagiellońskiej przez arcyksięcia Karola Ludwika namiestnik Gołuchowski wręczył rektorowi Fierichowi dyplom z aktem ofiarowania Uniwersytetowi obrazu przez grono obywateli. Akt darowizny w imieniu darczyńców podpisał Gołuchowski. Wśród ofiarodawców znaleźli się: Rada Miasta Krakowa, Adolf Aleksandrowicz, Teodor Baranowski, Piotr Bartynowski, Ignacy Bniński, Roman Bniński, Aleksander Branicki, Władysław Branicki młodszy, Ferdynand Cielecki, Włodzimierz Cielecki, Zdzisław Cielecki, Bohdan Czapski, Aleksander Czartoryski, Władysław Dąbrowski, Edward Domański, Jan Działyński, Izabella Działyńska, Izabella Dzieduszycka, Włodzimierz Dzieduszycki, Stanisław Feintuch, Jan Aleksander Fredro, Józef Friedlein, Anna Helcel, Czesław Jaroszyński, Julian John, Karol Koczorowski, Wiktor Kopf, Ignacy Kruszewski, Aleksander Knotz, Bronisław Lasocki, Władysław Łącki, Zygmunt Łącki, Aleksander Makowski, Stanisław Małachowski, Wacław Mańkowski, Albert Mendelsburg, Alfred Młocki, Helena Moszyńska, Jerzy Moszyński, Piotr Moszyński, Alfred Potocki, Zofia Potocka, Zygmunt Pusłowski, Włodzimierz Russocki, Walery Rzewuski, Szymon Samelson, Eustachy Sanguszko, Roman Sanguszko starszy, Leon Sapieha, Dionizy Skarżyński, Zygmunt Skórzewski, Feliks Sobański, Marceli Sobański, Stanisław Stablewski, Edward Stadnicki, Jerzy Szembek, Feliks Szlachtowski, Józef Wężyk, Henryk Wodzicki, Mikołaj Wolański, Wincenty Wolf, Stefan Zamoyski, Mikołaj Zyblikiewicz, Ignacy Żółtowski, Eugeniusz Żurowski.
W marcu 1873 roku obraz wywieziono za granicę, do Warszawy. Pokazano go w galerii Towarzystwa Zachęty Sztuk Pięknych. Dochód z biletów wynoszący 1313 rubli przeznaczono na stypendia artystyczne. Prezentacja obrazu została zakończona 8 kwietnia po telegramie Matejki z nakazem przesłania obrazu na wystawę w Wiedniu. Obraz był tam pokazany na wystawie powszechnej, która trwała od 1 czerwca do 31 października.
Początkowo obraz był przechowywany w uniwersyteckim Collegium Maius w sali Obiedzińskiego, czyli w czytelni uniwersyteckiej biblioteki. W 1886 przeniesiono go do nowo oddanego gmachu Collegium Novum. Po wybuchu II wojny światowej został wyjęty z ram i ukryty na parterze. Niemcy po odnalezieniu dzieła, przewieźli je na Aleje Trzech Wieszczów do budynku Akademii Górniczej, gdzie zmagazynowali meble, obrazy i inne zabytki zrabowane z Uniwersytetu Jagiellońskigo. Po wojnie „Astronom Kopernik...” wrócił do Collegium Novum.
W 1952 przebywał na terenie ZSRR, gdzie od 17 maja do 16 czerwca został zaprezentowany w Akademii Sztuk Pięknych w Moskwie na wystawie „100 lat realizmu w sztuce polskiej”. Z wystawy wrócił z uszkodzeniami, ale zostały one naprawione.
Od 21 maja do 22 sierpnia 2021 obraz był wystawiany w National Gallery w Londynie. Na wystawie pokazano również szkice Matejki do obrazu ze zbiorów Muzeum Narodowego w Krakowie oraz kopię dzieła Mikołaja Kopernika De revolutionibus orbium coelestium.

## Filatelistyka
- 22 maja 1953 Poczta Polska wydała w nakładzie 60 milionów znaczek o nominale 20 groszy z reprodukcją obrazu Matejki[21].
- W 1955 roku, z okazji 10. rocznicy podpisania „Układu o przyjaźni, pomocy wzajemnej i współpracy powojennej między Związkiem Socjalistycznych Republik Radzieckich i Rzecząpospolitą Polską”[22], poczta ZSRR wydała znaczek, na którym znalazła się reprodukcja obrazu Matejki, a w prawym górnym narożniku jego autoportret[23].

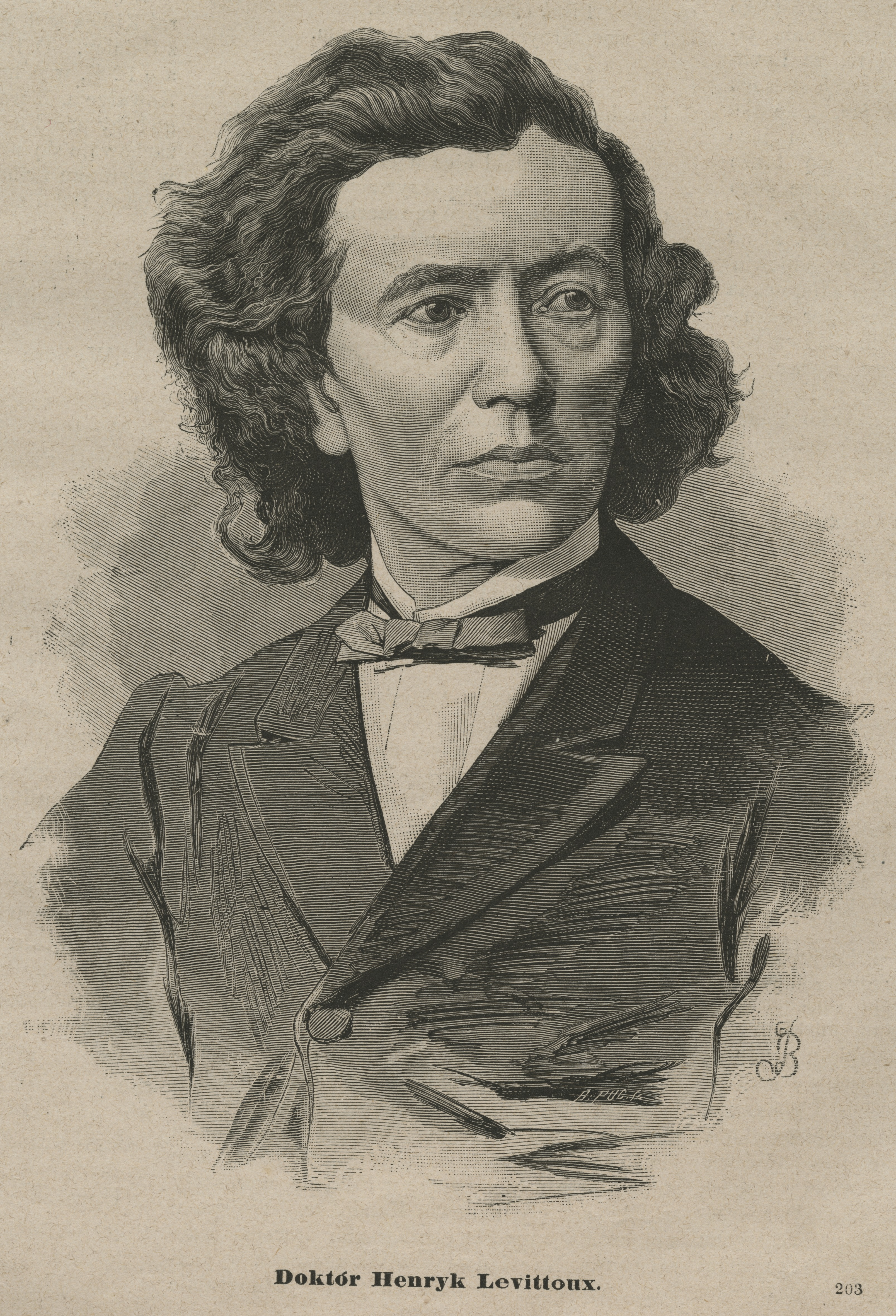
W 1973 roku z okazji 500. rocznicy urodzin Kopernika Poczta Polska wydała serię z portretami astronoma. Na jednym z pięciu znaczków serii znalazła się reprodukcja obrazu Matejki. Znaczek wydrukowano w nakładzie miliona 200 tysięcy egzemplarzy[24].  - Henryk Levittoux, który pozował Matejce do postaci astronoma
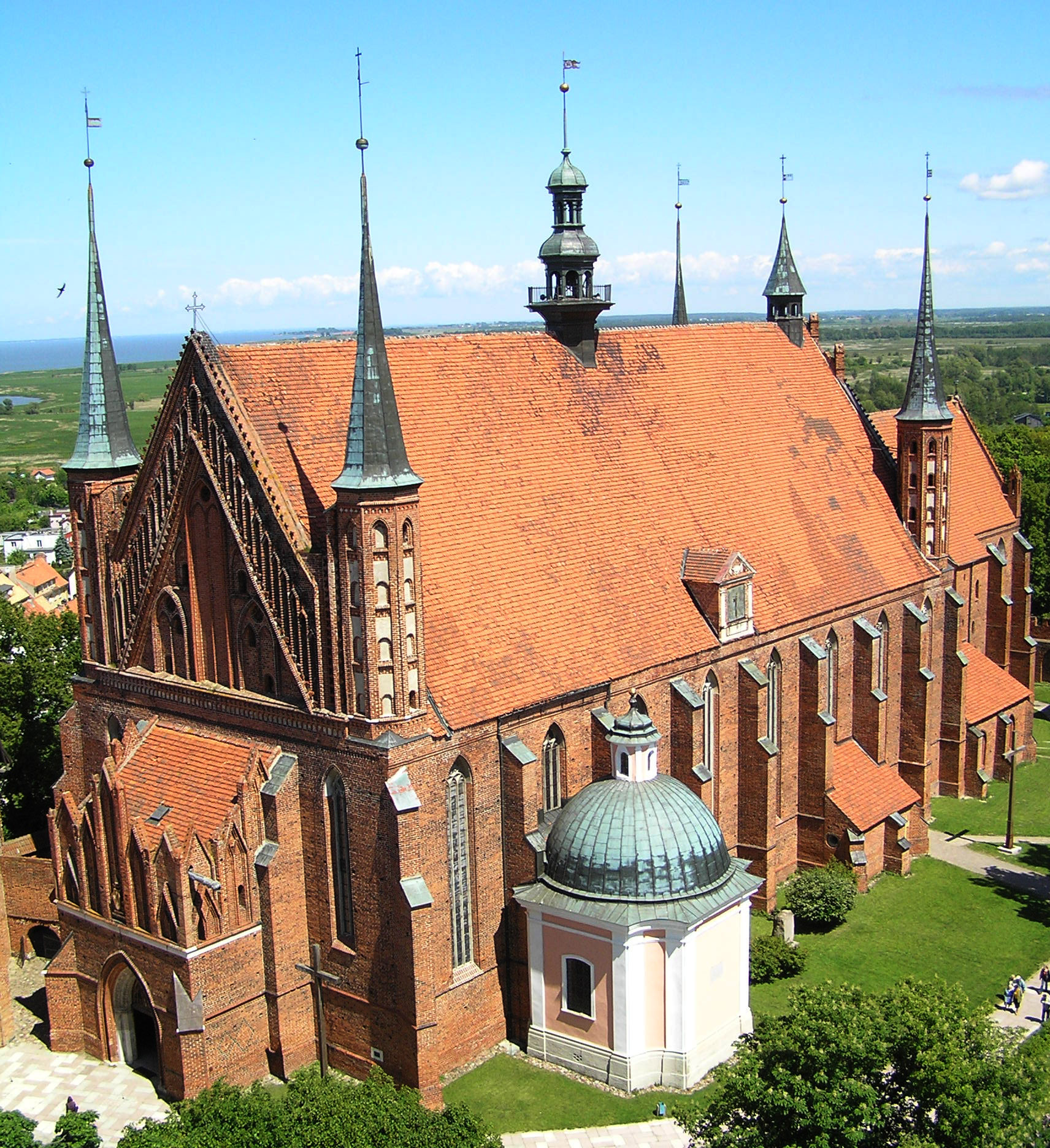
Katedra warmińska we Fromborku
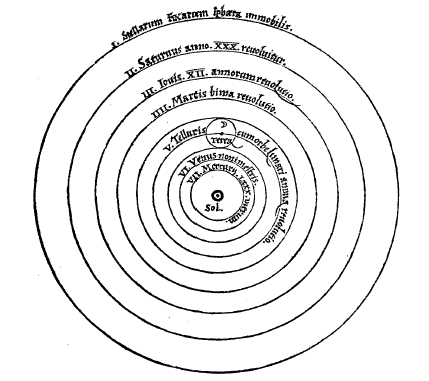
Kopernikowski schemat z De revolutionibus orbium coelestium wykorzystany na obrazie
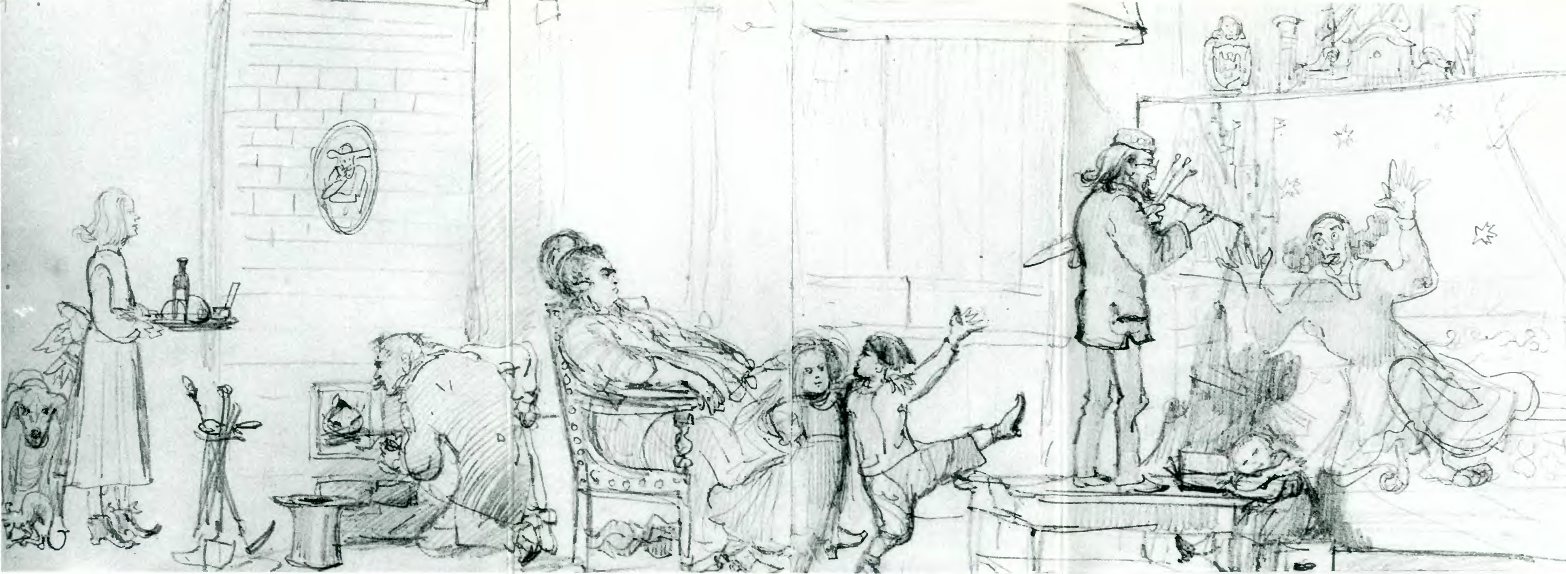
„Malowanie Kopernika”, karykatura Matejki
  - Katedra warmińska we Fromborku
  - Kopernikowski schemat z De revolutionibus orbium coelestium wykorzystany na obrazie
  - „Malowanie Kopernika”, karykatura Matejki